# موسيقى الروك
موسيقى الروك (بالإنجليزية: Rock Music)‏ هي أحد أنواع الموسيقى الشعبية التي ظهرت في ستينيات القرن العشرين في كل من الولايات المتحدة وبريطانيا. تعود جذورها إلى الأربعينيات من القرن نفسه ، وتطورت من موسيقى الروك آند رول التي نشأت بدورها من تداخل أنماط موسيقية كانت سائدة آنذاك كالبلوز والكانتري والفولك ، ليتولد هجين موسيقي يعتمد على ثلاثة آلات رئيسية هي الغيتار الكهربائي والبيس غيتار والدرمز. ولطبيعة الجيل الشاب في المجتمعين الأمريكي والبريطاني في تلك الفترة، الخارجين تواً من حرب عالمية، لم تعد الموسيقى تسمع بهدوء بل أصبحت الآلات الكهربائية تحل محل الآلات الصوتية ، مما أثر في ازدياد حدة وسرعة الإيقاع لهذا اللون الموسيقي الجديد المتسارع في انتشاره بين أوساط الشباب، والذي حرر دور الآلات الإيقاعية (الدرمز والبيس) من أدائها الضعيف نسبياً مقارنة بباقي الآلات الميلودية بإعطائها ثقلاً متوازناً مع الأخيرة، مبرزة التفاصيل الدقيقة للنوطة. موسيقياً، درج الروك على استعمال الإيقاع الرباعي في الدرمز 4/4 ، وهو الشائع، إلا أن تفرع الروك لأنماط أخرى لاحقاً أسهم بتنوع الإيقاع ودخول أوزان جديدة فيه. غنائياً، يعتمد الروك على إظهار القوة في الأداء الصوتي أكثر من الغناء الرخيم والهاديء. وتحكم علاقة الكلمات بالغناء هذا الأداء الذي يتضح عنفوانه في الكلمات الثورية ويقل كلما تطرق للرومانسية. أغاني الروك تتنوع في القصة أو الحدث التي تعالجها أكثر من أنماط موسيقية أخرى تقليدية. فهي تعالج الانفعالات البشرية كالغضب والاكتئاب، وتنقل رغبات جامحة كالتحرر. يشار إلى الروك أيضاً بأنه حركة ثقافية وظاهرة اجتماعية لم تقف على حدود الموسيقى بل تجاوزتها لتشمل أبعاداً ثقافية وفنية واجتماعية أخرى. وكما نجح الروك في خلق قاعدة شعبية كبيرة انتشر تأثيرها عالمياً حتى سيطرت في العقود الثلاث الأخيرة من القرن العشرين إلا أنها أثارت الجدل بين المحافظين على مدى تأثيرها الأخلاقي في العنف والجريمة.

## ما قبل الروك

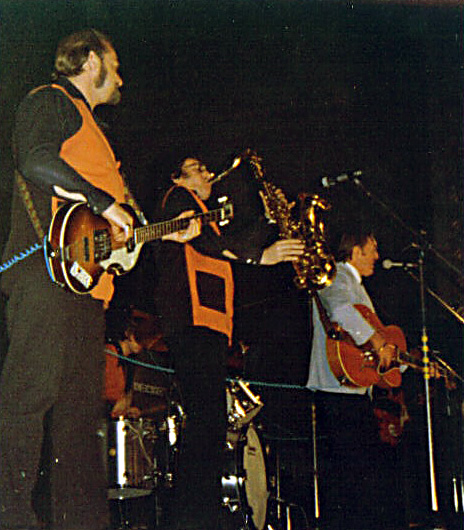
بيل هالي آند ذي كوميتس

في عام 1922 قام جون كارسون بتسجيل أغنيتي هيلبيلي وإذاعتهما عبر الراديو وكانت تلك البداية الرسمية لانطلاق موسيقى الكانتري. ومنذ العام نفسه فصاعداً ظهرت تسجيلات لإيك روبرتسون وجيمي رودجرز وكارتر فاميلي وغيرهم، تتضمن أغان من نفس الطراز لاقت إعجاباً عند الجمهور من البيض خصوصاً، وساهمت في نشر موسيقى الكانتري في هذا الوسط من المجتمع الأمريكي.
في هذه الأثناء، كان الريثم آند بلوز قد تبلور هو الآخر في شكل طابع موسيقى تطور عن البلوز والغوسبل ليعبر عن واقع الأمريكيين الأفارقة ويلاقي استحساناً في أوساطهم، إلا أن إيقاعها كان أسرع، وكلمات أغانيها أكثر صراخة وجرأة وسخرية.

### روك آند رول
في نهاية الأربعينيات وبداية الخمسينيات كان بعض مغنيي الكانتري قد بدأوا بإعادة أداء أغان من الريثم آند بلوز التي ذاع صيتها بين المراهقين من البيض، وكذلك فعل بعض مغنيي البلوز بأن أعادوا أداء أغاني الكانتري المحبوبة بين الأمريكيين الأفارقة. وكان نتيجة ذلك التبادل في تغطية الأغاني المشهورة من كلا الجانبين أن مهد لنشأة الروك آند رول على يد أولئك الذين قدموا أغان الكانتري والريثم آند بلوز معاً، ومنهم ألان فريد الذي ينسب إليه كونه أول من أطلق اسم «روك آند رول» عام 1951. ومن بين أوائل موسيقيي الروك آند رول أيضاً بيل هالي، الذي قرر في عام 1952 إسقاط الصورة النمطية للكانتري بتغيير اسم فرقته من «ساديلمين Saddlemen» إلى «كوميتس Comets»، فجاءت تغطيته لأغنية البلوز «روك على مدار الساعة Rock Around the Clock» عام 1954 التي غيرت وجه الموسيقى في العالم رغم أنها لم تحظ باهتمام في البداية، إلا أنها سرعان ماحتلت المركز الأول لثماني أسابيع واستمرت في القائمة لنصف عام، وقدرت مبيعاتها ب 25 مليون إسطوانة عالمياً. ثم قام هالي بتسجيل تغطية أخرى لأغنية "Shake, Rattle and Roll" وبلغت مبيعاتها مليون اسطوانة، وجاء التسجيل الثالث لأغنية "See You Later, Alligator" عام 1956.

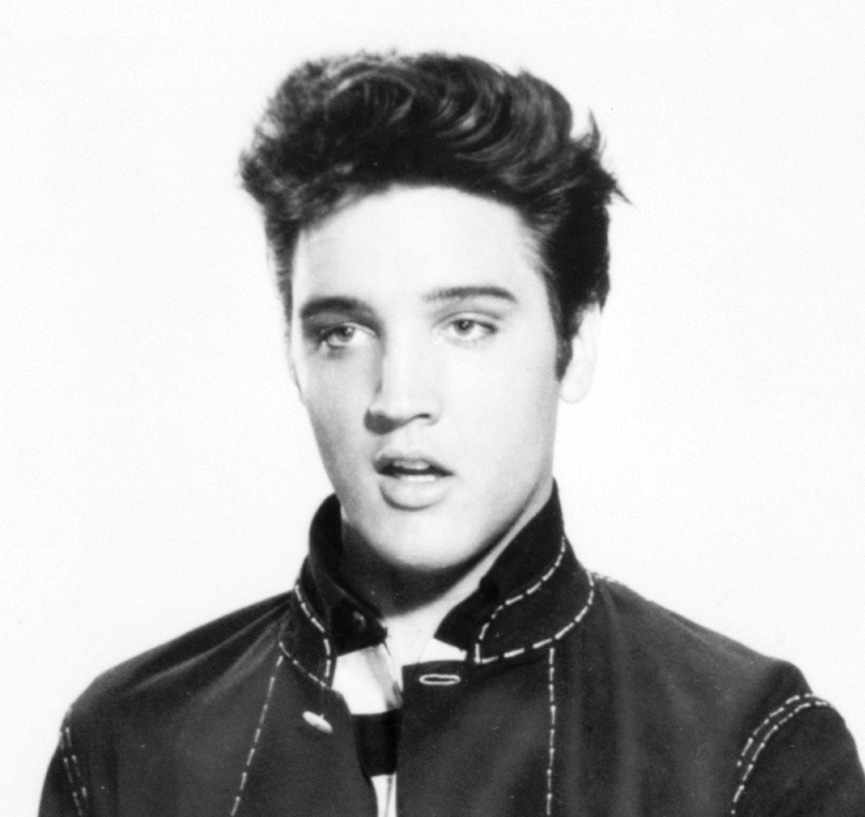
ألفيس بريسلي

في النصف الثاني من الخمسينيات أصبح الروك آند رول صناعة موسيقية ناجحة تدر أموالاً على شركات التسجيل والإنتاج ، فبدأت باستقطاب مغنيين يتسمون بقوة الأداء والكلمات، الضروريتان لنجاح هذا اللون الموسيقي. ظهر عندها مغن شاب من ولاية الميسيسبي هو إلفيس بريسلي الذي أصدر أول عمل حقق نجاحاً عام 1956 بأغنية "Heartbreak Hotel" أعقبها ظهوره المتعاقب في برنامج "Stage Show" على قناة CBS التلفزيونية. وأسهم مغنيون آخرون في تلك الفترة بإثراء موسيقى الروك آند رول حديثة الولادة، ومن بينهم تشك بيري وأغنيته الشهيرة "Sweet Little Sixteen" التي قدمت فكرة الوحدة بين أفراد مجتمع الروك آند رول في مختلف أرجاء الولايات الأمريكية، وهو الفكر الذي انعكس لاحقاً في أغان مثل «رقص في الشارع Dancing in the Street» لفرقة مارثا آند ذي فانديلاس عام 1964 وحتى متأخراً في الثمانينات كموضوع أغنية «قلب الروك آند رول Heart of Rock 'n' Roll» لهيوي لويس. من بين نجوم الروك آند رول في تلك الفترة أيضاً بو ديدلي وفات دومينو وجيري لي لويس وغيرهم.

تزامنت انطلاقة إلفيس بريسلي وبدايات نجاحه بعد نضج الروك آند رول في الولايات المتحدة مع ظهور مصطلح جديد يسمى «روكابيلي» المأخوذ من دمج كلمتي «روك آند رول» و«هيلبيلي»، كان من أبرز أعلامه كارل بيركينس من ولاية تينيسي الذي وقع عقداً مع «فليب ريكوردس» في عام 1954 أصدر من خلاله أغان مثل "Gone Gone Gone" و"Let the Jukebox Keep On Playing". وقد امتد تأثير أغانيه ليعاد أداؤها من قبل فرق ومغنيين لاحقين كالبيتلز وإريك كلابتون، حيث أشاد بدوره بول مكارتني من فريق البيتلز بأن قال «لو لم يكن هنالك كارل بيركينس لم تكن لتوجد البيتلز». 

في السنوات الأخيرة من الخمسينيات أدت مجموعة من العوامل إلى انحسار الروك آند رول بمفهومه الموسيقي رغم بقائه كحركة فكرية وتطور أساليب موسيقية جديدة عنه لاحقاً. من بين تلك العوامل تحطم طائرة عام 1959 كانت تقل بيغ بوبر وريتشي فالنز وبدلي هولي، وثلاثتهم نجوم روك آند رول تأليفاً وغناءً، وموتهم في الحادث. ومن الأسباب الأخرى التحاق إلفيس بريسلي بالجيش، مقاضاة جيري لي ليويس وتشك بيري على خلفية فضيحة البايولا، واعتزال ليتيل ريتشارد المفاجيء للروك آند رول ليصبح واعظاً في إحدى الكنائس ويتحول إلى الغوسبل.

## الستينيات
شهدت السنوات الأولى من عقد الستينيات امتداداً للمرحلة البينية التي تلت ذروة نجاح الروك آند رول صناعةً وشعبية، وسبقت ظهور الروك البريطاني في الساحة الأمريكية. في تلك المرحلة أصبح الروك آند رول محصوراً في الأغاني ذات الطابع الاستعراضي الراقص، مثل "Palisades Park" لفريدي بيكارييلو و"Sheila" و"Sweet Pea" لتومي رو.

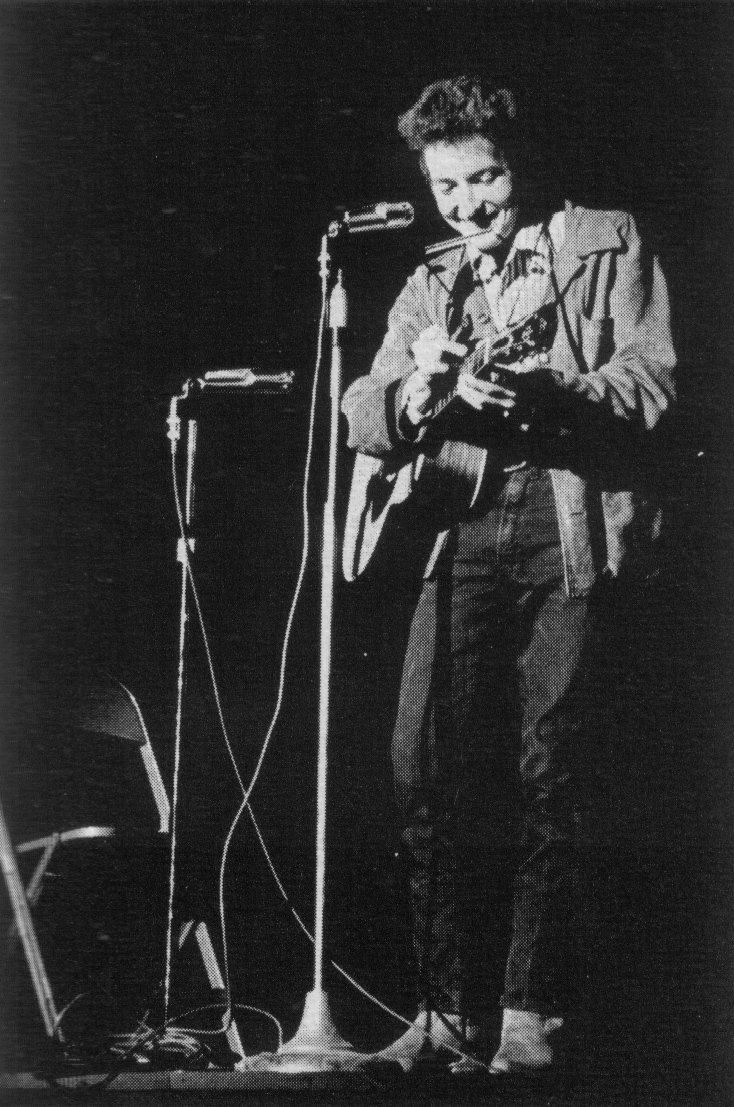
بوب ديلان في نوفمبر 1963

في عام 1961 أصدرت بيتش بويز ألبوم «تزلج Surfing» وفي عام 1963 أصدر الثنائي جان آند دين تأثراً ببيتش بويز ألبوم "Surf City" حيث أدى الحدثان لظهور ما بات يعرف بموسيقى السيرف
، التي كان أعلامها يعزفون الروك آند رول مختلطاً بالبوب فجاء الستايل الجديد قوياً في عنصري الريثم والميلودي.

### فولك روك
من الأحداث الهامة التي أثرت على المشهد الموسيقي في الولايات المتحدة بدايات العقد السابع كان إحياء موسيقى الفولك الذي انطلق مع مهرجان نيوبورت الأول للفولك عام 1959، وخلال سنوات قليلة غدا الفولك روك أسلوباً قائماً وله جماهيرية كبيرة، متشكلاً بتأثير واضح من ألبوم "Gibson and Camp at the Gate of Horn" للثنائي الموسيقي بوب غيبسون وبوب كامب، والذي استلهمت منه أعمال كثيرة أتت من بعده مثل أغاني روجر مكغين وسيمون آند غارفانكل وجون دنفر. في جانب آخر لعب كل من وودي غوثري وبيت سيغر دوراً رئيسياً في الربط بين موسيقيي الفولك واليساريين، وهو ما تجلى في الفترة بين عامي 1962 عند صدور أغنية «نفخ في الريح Blowing in the Wind» الشهيرة لبوب ديلان (أبرز موسيقيي الفولك) و1965 عندما أصبح الجميع يغنون أغان سياسية احتجاجية، فصار الفولك هو صوت حركات المطالبين بالحقوق المدنية وصوت دعاة السلام على حد سواء. ورغم أن هذه الأعمال كانت تفتقر إلى عمق موسيقي، حيث تركزت بشكل أكبر على الكلمات كوسيلة لخطاب الجماهير، إلا أنها توسعت لاحقاً في بعدها الموسيقي شأنها كغيرها من الفنون التي تتطور بدخول نماذج تقدمية. أدى هذا إلى أن يشار إلى المستحدث من أغاني الفولك روك بالفولك التقدمي (بالإنجليزية: Progressive Folk)‏ وهو ما تطور فيه أسلوب العزف على القيثارة ليصبح نصيبه الزمني في العمل الموسيقي الواحد أطول مما كان عليه في بدايات الفولك روك ويعتمد على الارتجال في السولو كما في حالة بولا سيتي وجون فاهي، أو ما تعدد فيه استعمال الآلات الموسيقية الغير تقليدية (غيتار، بيس، درمز) كإدخال آلات شرقية مثل العود كما في حالة الأمريكي ذو الأصول الأرمنية جون بربيريان والموسيقي المصري ذو الأصول النوبية حمزة علاء الدين.

### الروك البريطاني و«بريتيش إنفيجن»

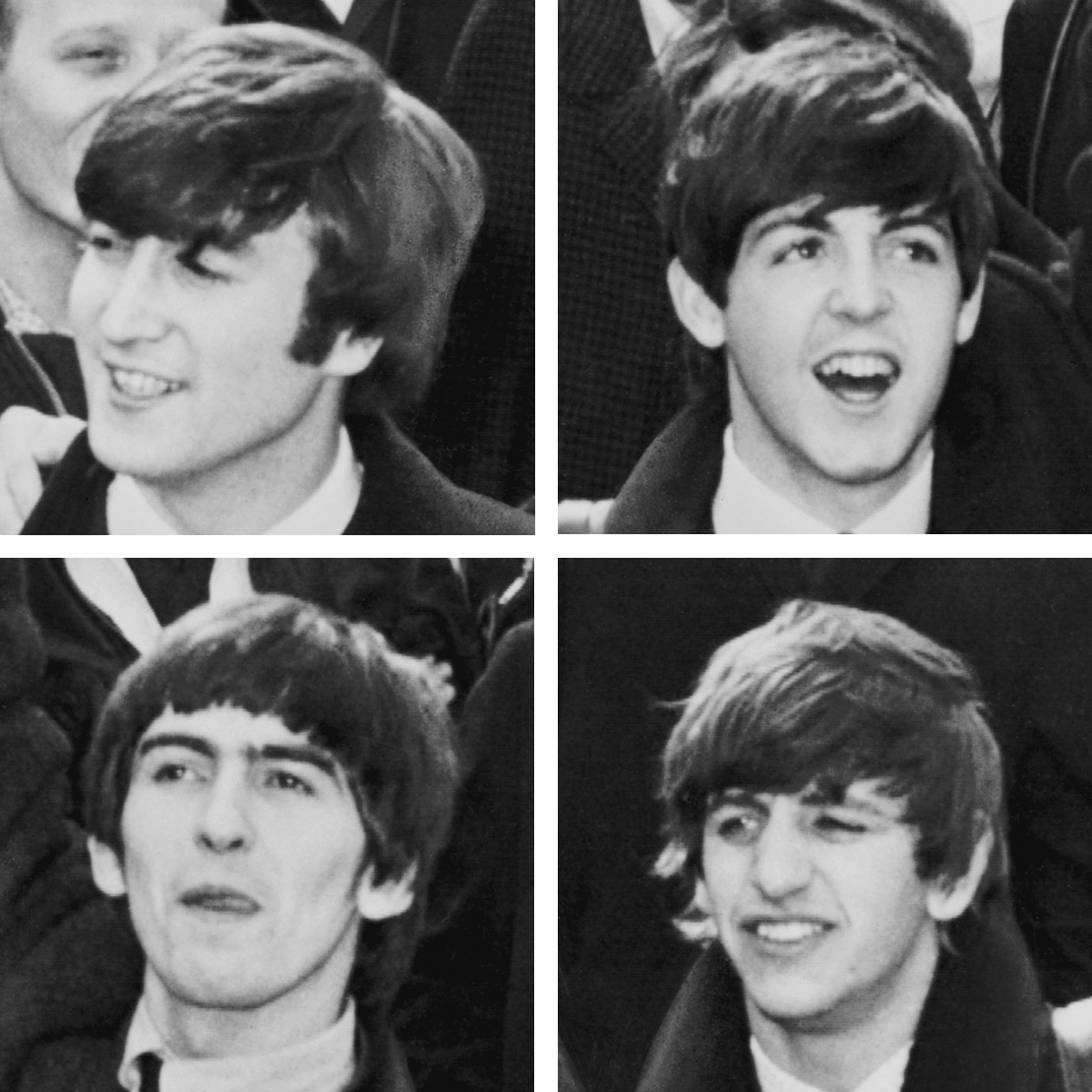
البيتلز عام 1964

في إنجلترا نهاية الخمسينات، كان الروك آند رول مجرد رقصة مستوردة من الولايات المتحدة يؤديها البعض في الحفلات الموسيقية. وكان الأبرز في الساحة الإنجليزية آنذاك هو موسيقى السكيفل التي تعود جذورها إلى العشرينيات في أمريكا وقام بإحيائها في بريطانيا الموسيقي الإسكتلندي لوني دونيغان الملقب بملك السكيفل. في شوارع لندن كانت هنالك محاولات من قبل المراهقين لمحاكاة الفولك الأمريكي واستحداث نسخة بريطانية منه، إلا أن التغيير كان يمر ببطء شديد بسبب طبيعة المجتمع الإنجليزي المحافظ في تلك الفترة والراضخ للتقاليد الفيكتورية، حيث يفرض على المراهقين أن يكونوا نسخة من آبائهم حتى في الذوق الموسيقي. إلا أنه وعلى النقيض من لندن، بدا المشهد في مدينة ليفربول مغايراً. فقد كانت المدينة ترزخ تحت وطأة اقتصاد متداع، وكان الجيل الشاب المتحمس لأغاني الروك آند رول الأمريكية الثائرة على التقاليد بطبيعتها قد أبرز تجاوباً أكبر للتغيير الموسيقي فأقبل على شراء الغيتارات الكهربائية وأطقم الدرمز وبدأ بتشكيل فرق صغيرة على غرار النموذج الأمريكي، ومنها «روري ستورم آند ذي هاريكنز Rory Storm and the Hurricanes» و«كينغسايز تايلور آند ذي دومينوز Kingsize Taylor and the Dominoes» و«روك أند ريثم كوسترز».

كان من بين تلك الفرق التي خرجت من ليفربول الفرقة التي غيرت شكل الحياة الفنية والثقافية في بريطانيا وأدخلت الموسيقى في هذا البلد في منحى جديد وهي البيتلز. كانت شعبية البيتلز قد وصلت إلى ذروتها في بريطانيا عام 1963 في ما بات يعرف ب«هوس البيتلز» عندما أذيعت أغنية "I want to Hold Your Hand" لأول مرة في الولايات المتحدة عبر محطة "WWDC" الإذاعية، وهو الحدث الذي حشد المستمعين الذين أعجبوا بالبيتلز في محلات التسجيلات لشراء الإسطوانة التي لم تكن متوفرة أساساً. في التاسع من فبراير 1964 استضاف برنامج "The Ed Sullivan Show" فريق البيتلز في أول ظهور تلفزيوني لهم بأمريكا، وقدرت نيلسن المتخصصة في تصنيف مشاهدات الجمهور للبرامج التلفزيونية في أمريكا عدد الذين شاهدوا البرنامج تلك الليلة ب 73 مليون مشاهد، أي ما يعادل 45 % من سكان الولايات المتحدة في تلك الفترة.
يعتبر ذهاب البيتلز إلى الولايات المتحدة ووصولهم إلى نيويورك قبل يومين من عرض البرنامج السابق في فبراير 1964 بداية حقبة البريتيش إنفيجن (بالإنجليزية: British Invasion)‏ كما اصطلح على تسميتها وتعني (الغزو البريطاني) والتي استمرت حتى 1967 بتصدر فرق الروك البريطانية سوق الأغاني في أمريكا. من بين الفرق التي انتشر تأثيرها تلك الفترة أنيمالز وبي جيز وديف كلارك فيف وذي هوليز وبيتر آند غوردون.

### بلوز روك

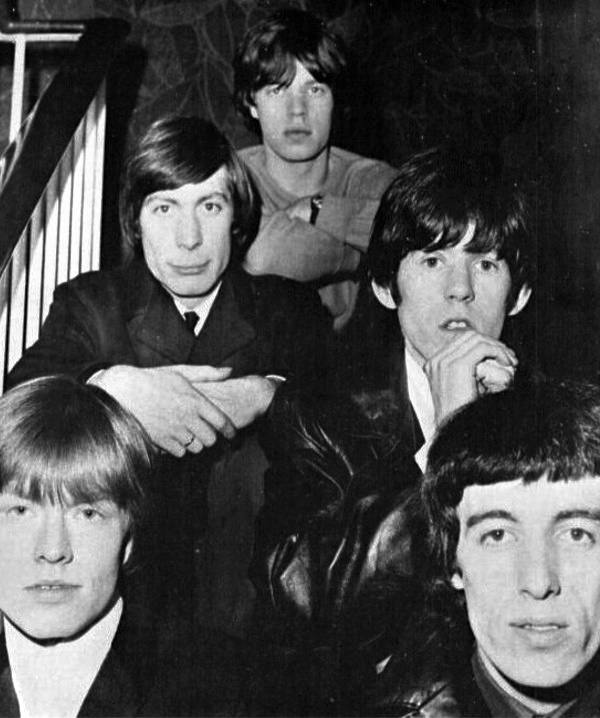
ذا رولينغ ستونز عام 1965

لم يكن غزو فرق الروك البريطانية للسوق الأمريكية محصوراً بالموجة التي أثارها قدوم البيتلز والفرق التي تلتها فحسب، وهي التي اعتمدت موسيقى البيت (بالإنجليزية: Beat Music)‏ المستلهم من التجربة الأمريكية الأولى بالروك آند رول، وإنما جاءت المرحلة التالية بدخول فرق بريطانية اعتمدت موسيقى الريثم آند بلوز، مرة أخرى بإلهام أمريكي من الديلتا بلوز وشيكاغو بلوز، وبنسخة بريطانية. عرفت هذه الموسيقى بالبلوز روك (بالإنجليزية: Blues Rock)‏، واعتمدت الارتجال في السولو (الذي يلعبه عادة القيثارة الكهربائية) ضمن البناء التركيبي لبلوز الإثنى عشر فاصلة المتبع في البلوز الكلاسيكي. من أشهر الأمثلة على هذا النوع فرقة رولينغ ستونز وإيريك كلابتون، وكلاهما من إنجلترا. حسب برنامج العصور السبعة للروك الذي قام بإنتاجه تلفزيون ال بي بي سي فإن صدور أغنية "Satisfaction" لفريق الرولينغ ستونز كان بمثابة اللحظة التي حل الروك فيها محل الروك آند رول، واحتلت المركز الأول في بريطانيا والولايات المتحدة في آن واحد. وقد برز البلوز روك في الولايات المتحدة بأعمال موسيقيين مثل لوني ماك وجيمي هندريكس. ويعتبر الأخير أحد أهم الأيقونات التي دمجت البلوز بالروك لينتج لون فريد لم يسبق أداؤه من قبل، وإن كان بتكملة ما بدأه كلابتون وآخرون مثل مدي ووترز وروبرت جونسون.

في الحقبة ذاتها كان عازفو البلوز روك من الولايات الجنوبية في أمريكا قد برزوا في في نسخة خاصة من هذا النوع من الروك أطلق عليه الروك الجنوبي (بالإنجليزية: Southern Rock)‏ ومن أمثالهم ألمان بروذرز ولينيرد سكينيرد وزي زي توب. في نهاية الستينيات كانت ألبومات مثل "Cheap Thrills" ل"Big Brother & the Holding Company" و"Truth" ل "Jeff Beck Band" و"Boogie With Canned Heat" ل "Canned Heat" قد أصبحت علامات فارقة في تعريف موسيقى البلوز روك في الستينيات. وكانت السنوات الأخيرة من العقد ذاته أيضاً قد شهدت تحول البلوز تدريجياً إلى نسخة أكثر قرباًإلى الهيفي على يد فرق مثل ليد زيبلن وديب بيربل. واستمر البلوز روك في السبعينيات مشابهاً لموسيقى الرولينغ ستونز وإيريك كلابتون في أعمال كل من بات تريفرز وجورج ثوروغود مثل "Bad to the Bone" و"Who Do You Love" للأخير.

### الروك السايكدلي

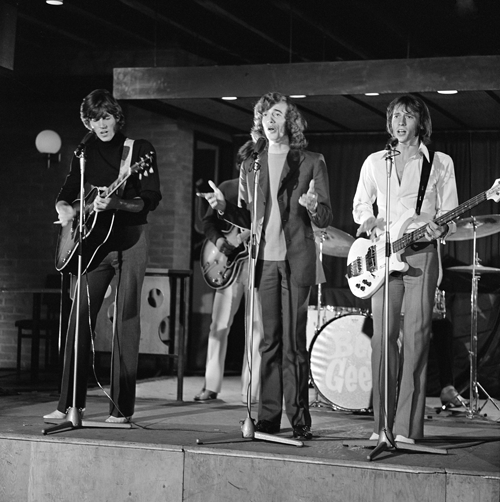
فرقة بي جيز في عام 1968

لطالما كانت مدينة سان فرانسيسكو قلباً للتحرر الفني، مما جعلها مكاناً مثالياً لاحتضان ثورة بوهيمية نشأت فيها أنماط حياة غير مكترثة بتقاليد المجتمع. في تلك المدينة ظهرت في منتصف الستينيات ثقافة مضادة على شكل مجتمعات صغيرة لمتعاطي مخدر إل إس دي الذين درجوا على عزف الموسيقى تحت تأثيره، مدفوعين بمغامرة خوض تجربة سيكولوجية جديدة. من بين هؤلاء كانت فرقة غريتفل ديد وبيردس التي تحولت من الفولك إلى الفولك روك ثم خاضت غمار هذه التجربة من خلال أغان مثل «على ارتفاع ثمانية أميال Eight Miles High» وأطلق على هذا النوع الجديد روك سايكدلي (بالإنجليزية: Psychedelic Rock)‏ وتشير التسمية إلى التيار الثقافي السايكدلي. كان المميز في هذا النوع من الروك خروجه عن القالب المألوف المتمثل بمقاطع غنائية وكورس تفصلها أجزاء موسيقية مختصرة، وتحوله اتجاه البناء الحر للعمل (الأغنية) بإطالة الجزء الموسيقي المثير للعواطف والارتجال في أجزاء كبيرة منه، كذلك دمج آلات هندية بالعمل الموسيقي مصحوباً بتقنيات جديدة في التسجيل بالاستوديو. من بينها تقنيات خلق تأثير صوتي يحاكي الشعور المرافق لتناول عقار إل إس دي، واستخدام كلمات في الأغاني تلمح لاستخدام هذا المخدر. 

لحقت فرق أخرى بتيار السيكاديلك مثل ثيرتينث فلور إليفاتورز بإصدارهم ألبوم يحمل لأول مرة الاسم الجديد لهذا اللون الموسيقي بعنوان «أصوات السايكيديلك لمصاعد الطابق الثالث عشر The Psychedelic Sounds of the 13th Floor Elevators» ومنه اسم الفرقة. من الفرق الأخرى أيضاً إليكتريك برونز وثيرد باردو، وإصدارات تمثلت في ألبومات كاملة للبيتلز (Sgt. Pepper's Lonely Hearts Club Band) ورولينغ ستونز (Their Satanic Majesty's Request) وفرقة الروك الإنجليزية الصاعدة آنذاك بينك فلويد.

## السبعينيات
أصبح الروك هو العلامة الموسيقية الأبرز في كل من الولايات المتحدة وبريطانيا وأخذ بالانتشار في القارة الأوربية وآسيا وأمريكا الجنوبية، ففرض نفسه في السبعينيات كما في العقد المنصرم. وان كانت الستينيات قد أخذت النصيب الأكبر من الإعجاب بين المراهقين كامتداد لنهاية الخمسينيات فقد أصبح عازفوا الروك وجمهوره أكثر شمولية بين الفئات العمرية الأكبر سناً كنتيجة طبيعية لتقدم أعمار عشاق هذه الموسيقى الذين عاصروها منذ البدايات، وكذلك لتشعبها إلى أنماط باتت تشبع أذواق طبقات أخرى من الجمهور. 

في السبعينيات بدأ توجه الروك إلى نسخة أكثر عنفاً (موسيقياً) من العقد السابق مع تطور أجهزة المؤثرات الصوتية التي تتصل بالقيثارة الكهربائي وأجهزة التشويه (ديستورشن) التي لعبت دوراً بارزاً في نمو تيار الهارد روك وما أنتجه من بنك روك وهيفي ميتال بأنواعه الفرعية المنبثقة منه لاحقاً، بينما استمرت بعض الأنماط التي تكونت في الستينيات، أساساً من الفولك روك، بشكل مواز مع ادخال تقنيات جديدة، فيما بات يعرف بتيار السوفت روك.

### البروغريسيف روك

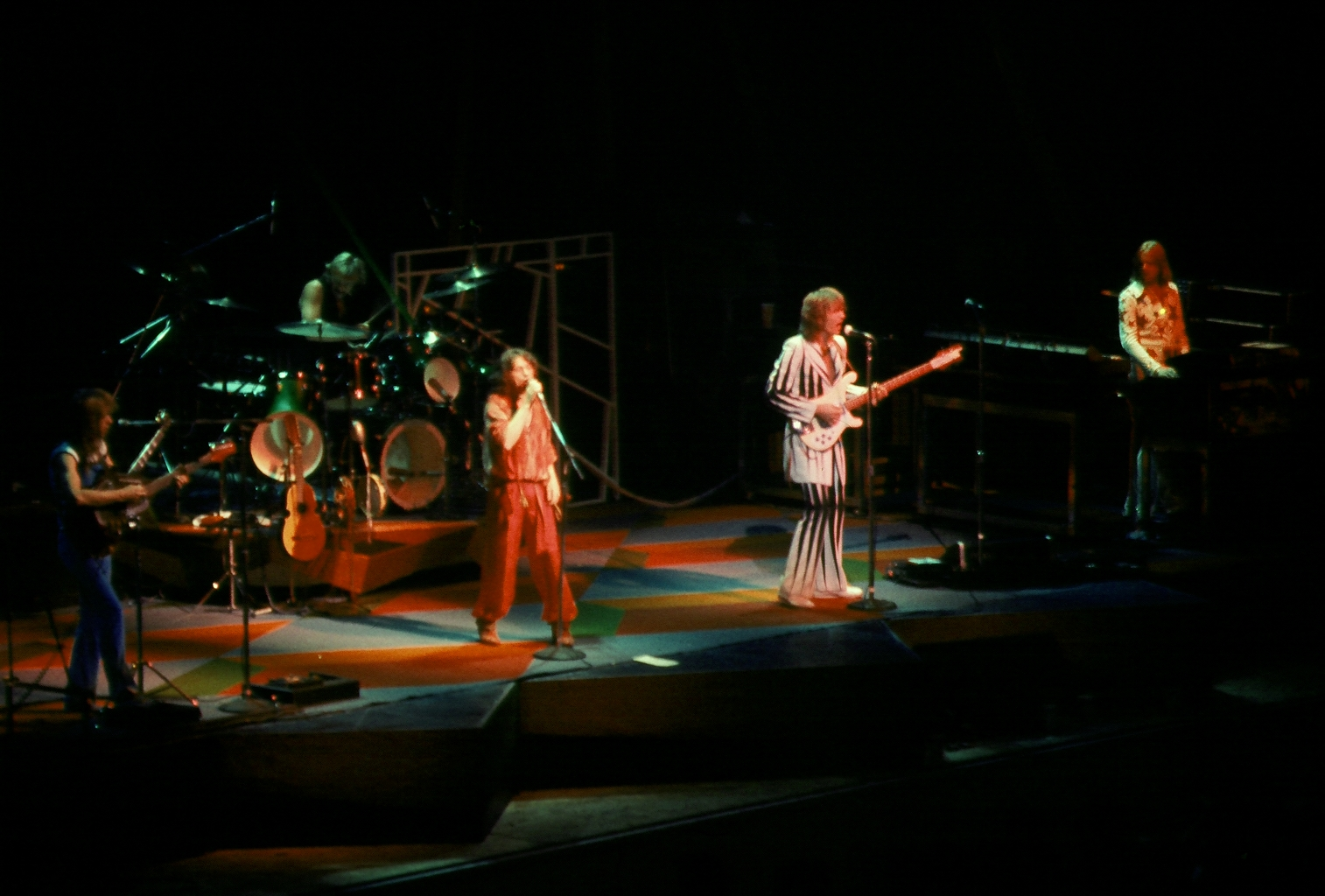
فرقة يس في عام 1977

في أقبية لندن عام 1967 كانت النوادي الليلية تصدح بموسيقى البيت الإنجليزية التي انصهرت مع أنماط الجاز والبوب القادمة من أمريكا، وكان بعض قراصنة الراديو يذيعون عبر محطات الأثير معظم تلك الأعمال الموسيقية، التي كانت محصورة في مستمعيها بين الجيل اليافع، بشكل غير قانوني في الوقت الذي كان فيه برنامج بي بي سي "Light Programme" ما يزال المهيمن على البلاد. في شهر مايو من العام نفسه أطلقت فرقة بروكول هاروم عملها الأول في أغنية "A Whiter Shade of Pale" التي حملت النكهة الميلودية لمقطوعات باخ وقامت بدمجها بالأسلوب الموسيقي لأعمال بيرسي سليدج والذي أصبح له أثر واضح فيما سيليه لاحقاً من أعمال مشابهة. وفي عام 1969 أصدرت فرقة كينغ كريمسون ألبومها الأول "In the Court of the Crimson King" الذي احتل المرتبة الخامسة في قائمة الأغاني البريطانية وال 28 في القائمة الأمريكية. وكان إصدار هذا الألبوم بمثابة لحظة ولادة البروغريسيف روك (بالإنجليزية: Progressive Rock)‏ في محاولة للتقدم بموسيقى الروك بعيداً عن الصيغ الموسيقية المحددة التي التزم بها الموسيقيون حتى تلك الفترة. وقد يفسر هذا النوع على أنه باستعارته من الموسيقى الكلاسيكية، كما في حالة بروكول هارم وباخ السابقة، فانه يلجأ لزخرفة بناءه الموسيقي باستخدام آلات كلاسيكية كالهاربسيكورد وآلات نفخية وأورغ.

من أبرز فرق البروغريسيف روك في بداية السبعينات كانت فرقة يس التي تدرجت منذ تأسيسها في عام 1968 حتى نضجها المكتمل بألبومها الخامس "Close to the Edge" في 1972 الذي يمثل جوهر البروغريسيف روك. فقد كانت البنية الأساسية لهذا العمل تظهر خصائص مشتركة لكل من موسيقى الآرت وأسلوب البريتيش انفيجن اللتان انبثقت منهما البروغريسيف روك.<
و قد سيطرت جنباً إلى فرقة يس أعمال كل من بنك فلويد التي اختمر أداؤها الروك أوبرالي في ألبوم "The Wall" عام 1979، وفرانك زابا بألبومه الأوبرالي "Joe's Garage"، إضافة إلى جينيسيس وذي هو وإيغيلز وبروس سبرينغستين.

## الثمانينات

### البوست بانك

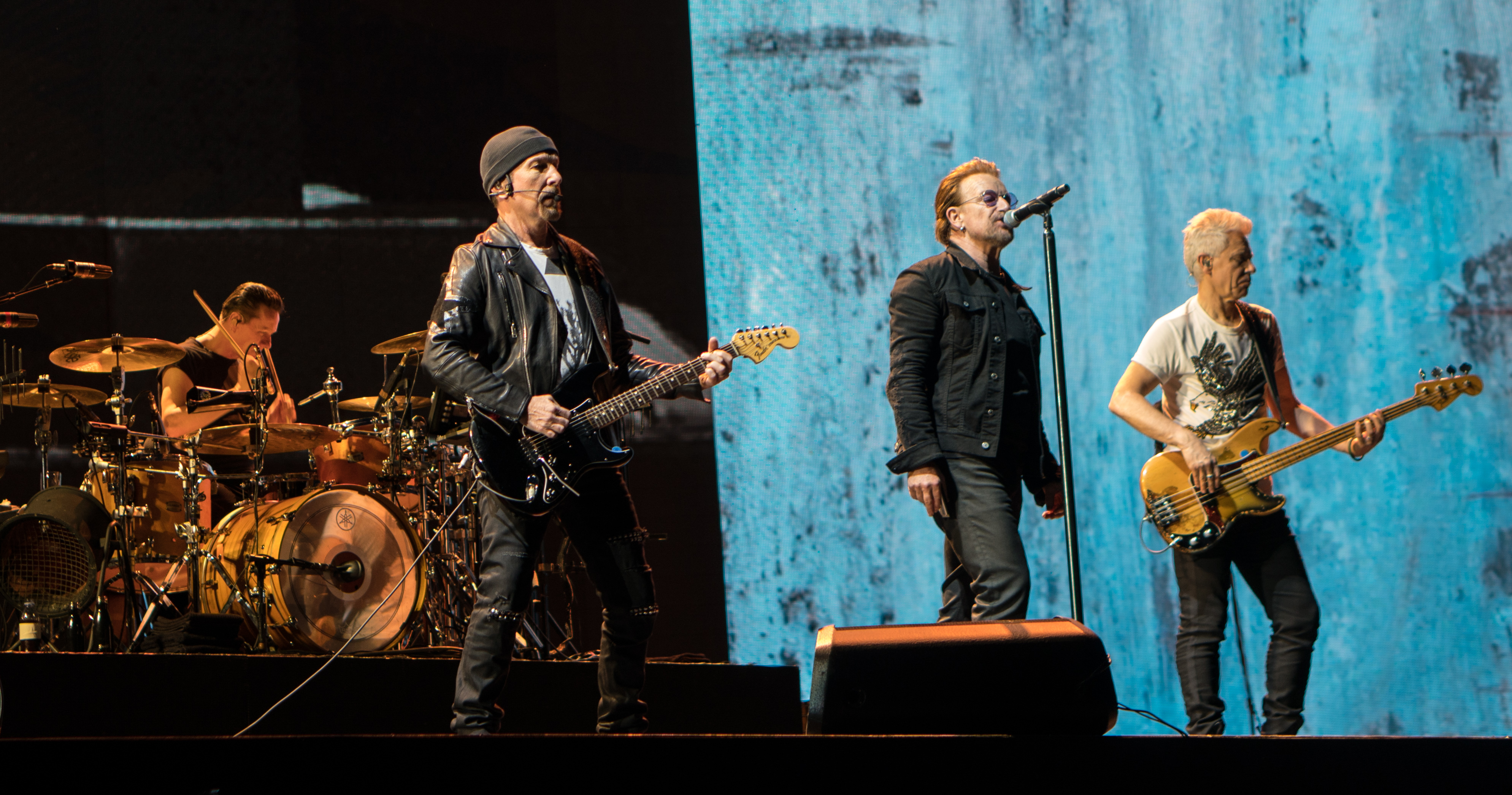
فرقة يو تو في جولة The Joshua Tree 2017

ظهرت حركة البوست بانك في نهاية السبعينات وبداية الثمانينات، حيث بدأ الفنانين بتطوير أسلوب حديث من الروك. ومن أبرز الفرق وجدلًا قد تكون الأكثر نجاحًا في البوست بانك كانت الفرقة الإيرلندية يو تو، حينما ظهروا على الساحة لينشروا وجهات نظرهم السياسية والدينية في أواخر الثمانينيات وأصبحوا من أكبر الفرقة في التاريخ. ومع ذلك استمر البوست بونك في تقديم العديد من الفرق الأخرى في منتصف الثمانينات حيث بدأ ظهور نوع الروك البديل حينها.

## وصلات خارجية
- موسيقى الروك على مشروع الدليل المفتوح